# 伊東祐由
伊東 祐由（いとう すけみち）は、江戸時代前期の大名。日向国飫肥藩の第4代藩主。

## 略歴
第3代藩主・伊東祐久の長男として江戸にて生まれた。承応2年（1653年）12月28日、従五位下・左京亮に叙任される。父・祐久の死去により、明暦3年（1657年）12月27日に家督を継いだ。このとき、弟・祐春に3000石を分与した。祐春は表向御札衆交代寄合となる。
男子に恵まれなかったため、弟・祐実を養嗣子とした。寛文元年（1661年）6月13日、31歳で死去。家督は祐実が継いだ。

## 系譜
父母
- 伊東祐久（父）
- 滝川法直の娘（母）

正室
- 姉小路公景の娘

子女
- 分部信政正室

養子
- 伊東祐実 ー 実弟